# São Domingos (municipalité du Cap-Vert)
Pour les articles homonymes, voir São Domingos et Domingos (homonymie).
La municipalité de São Domingos est une municipalité (concelho) du Cap-Vert, située au sud-est de l'île de Santiago, dans les îles de Sotavento. Son siège se trouve à São Domingos.

## Population
Lors du recensement de 2010, la municipalité comptait 13 808 habitantspour une superficie est de 147,5 km2.

## Description
Les deux principales agglomérations de la municipalité sont São Domingos et Praia Baixo, São Domingos étant la plus grande agglomération de la région. 
Les plus petites localités de la région comprennent Água do Gato, Achada Banana, Vale da Custa et Rui Vaz, situées au bord d'une falaise de 1 km de haut surplombant Ribeirão Galinha.
Bien que Rui Vaz et Praia Baixo soient les principales attractions touristiques de la région, le tourisme ne constitue pas un facteur majeur dans l’économie majoritairement agraire de la région.

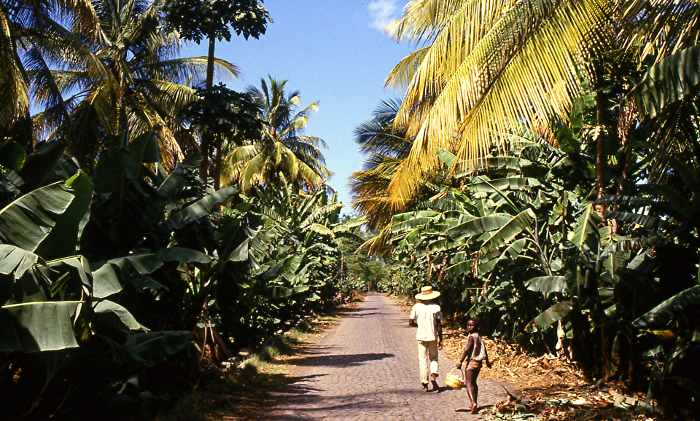
Bananeraie à São Domingos.
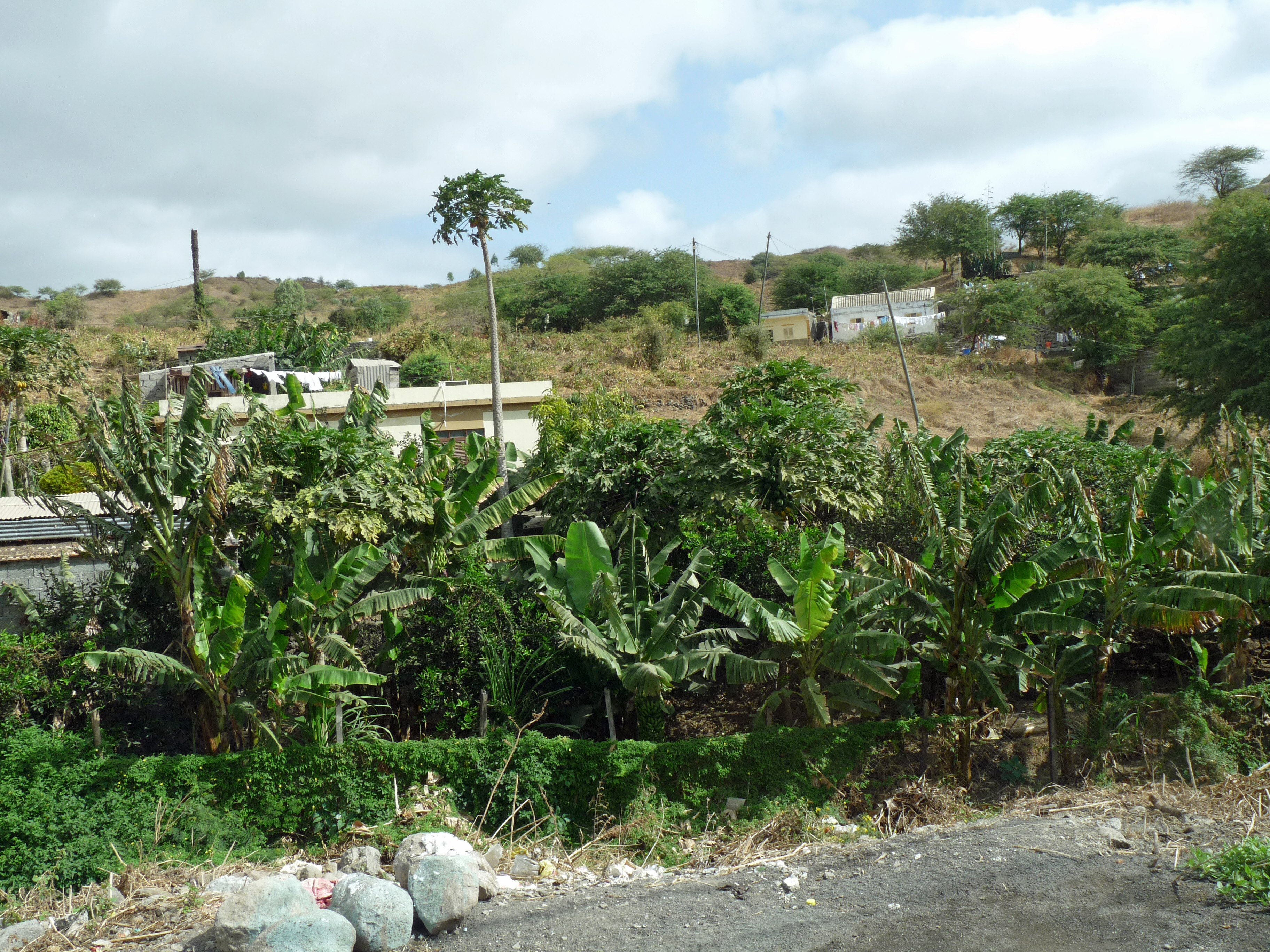
Plantations près de São Domingos.

## Histoire
Elle a été constituée en 1993.

## Population
Depuis 1990, l'évolution démographique de São Domingos a été :
| 1990   | 2000   | 2010   | - | - | - |
| ------ | ------ | ------ | - | - | - |
| 11 526 | 13 320 | 13 699 | - | - | - |

| Histogramme de l'évolution démographique de São Domingos       |        |
| \| 1990 \| 11 526 \| \| 2000 \| 13 320 \| \| 2010 \| 13 699 \| |        |
| 1990                                                           | 11 526 |
| 2000                                                           | 13 320 |
| 2010                                                           | 13 699 |